# Lynx Air International
Lynx Air International – amerykańska linia lotnicza z siedzibą w Fort Lauderdale, w stanie Floryda. Nie oferuje usług od 2009 roku.